# Тимофій Згура
Тимофій Стигліїв (Згура) (Згурський) (16?? - 1708) — український політичний діяч, дипломат часів Гетьмана Івана Мазепи.

## Життєпис
Навчався в Краківському університеті, вивчав історію, філософію і риторику. В одній групі з ним здобував освіту Іван Мазепа. Після закінчення університету обидва служили деякий час пажами при дворі короля Яна Собеського. Коли Іван Мазепа був обраний гетьманом Війська Запорозького, він запросив старого студентського товариша до себе на службу, послом з особливих доручень. Розумний і освічений Тимофій виконував дипломатичні місії в Греції, Туреччині та в інших країнах. 
У травні 1708 року він отримав поранення в районі річки Сухий Ягорлик Одеської області - їхав з дипломатичним завданням до сілістрійського паші Юсуфа I. Помер у кінці 1708 року в Ромнах, тодішній резиденції Карла XII та Івана Мазепи.
В результаті репресій, що слідували услід за поразкою Карла XII в Полтавській битві, сім'я Тимофія Згури була позбавлена всіх майнових прав. У них відібрали навіть родове ім'я. Всіх записали в батраки і дали відповідне прізвище - Батрак. Онуки Тимофія Згурського з часом домоглися повернення споконвічного імені і дворянства, але майно, що належало їм та маєтки влада не повернула.

## Сім'я
- Син — Згурський-Батрак Леонтій Тимофійович
- Онук — Згурський-Батрак Іван Леонтійович (1714- після 1777), значковий товариш Переяславського полку (1764).
- Онук — Згурський-Батрак Григорій Леонтійович (1718- після 1764), значковий товариш Переяславського полку (1764)
- Онук — Згурський-Батрак Федір Леонтійович (1725- після 1777), значковий товариш Переяславського полку (1764).
- Онук — Згурський-Батрак Тимофій Леонтійович (1733- після 1777), отаман сотенний яготинський (1762–1764), значковий товариш Переяславського полку, возний сотенний яготинський